# Christus in der Kelter

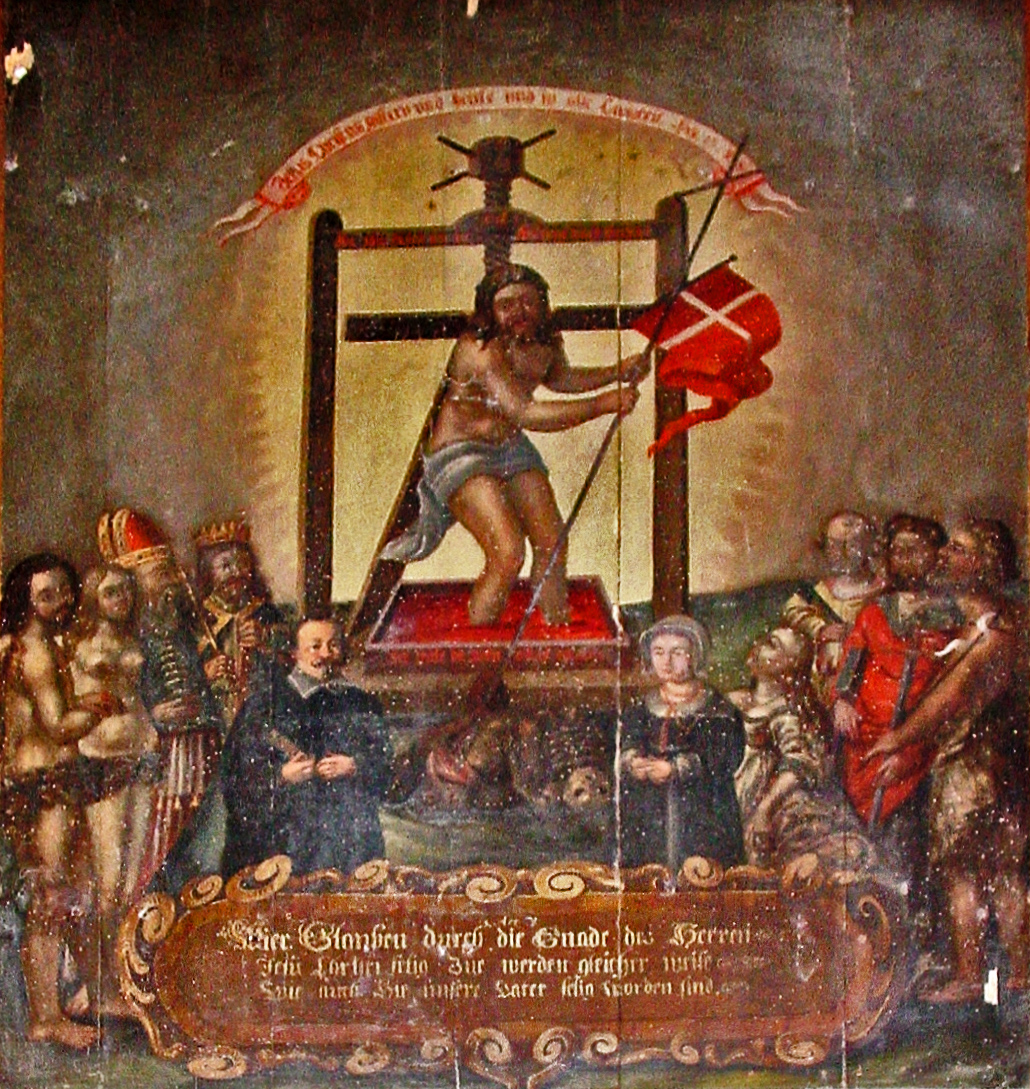
Epitaph Conrad Lemmer und Frau (1654), St.-Stephani-Kirche (Calbe) Christus in der Kelter mit Gestalten des Alten und des Neuen Testamentes. Titelkupfer der Ernestinischen Bibel (1649)

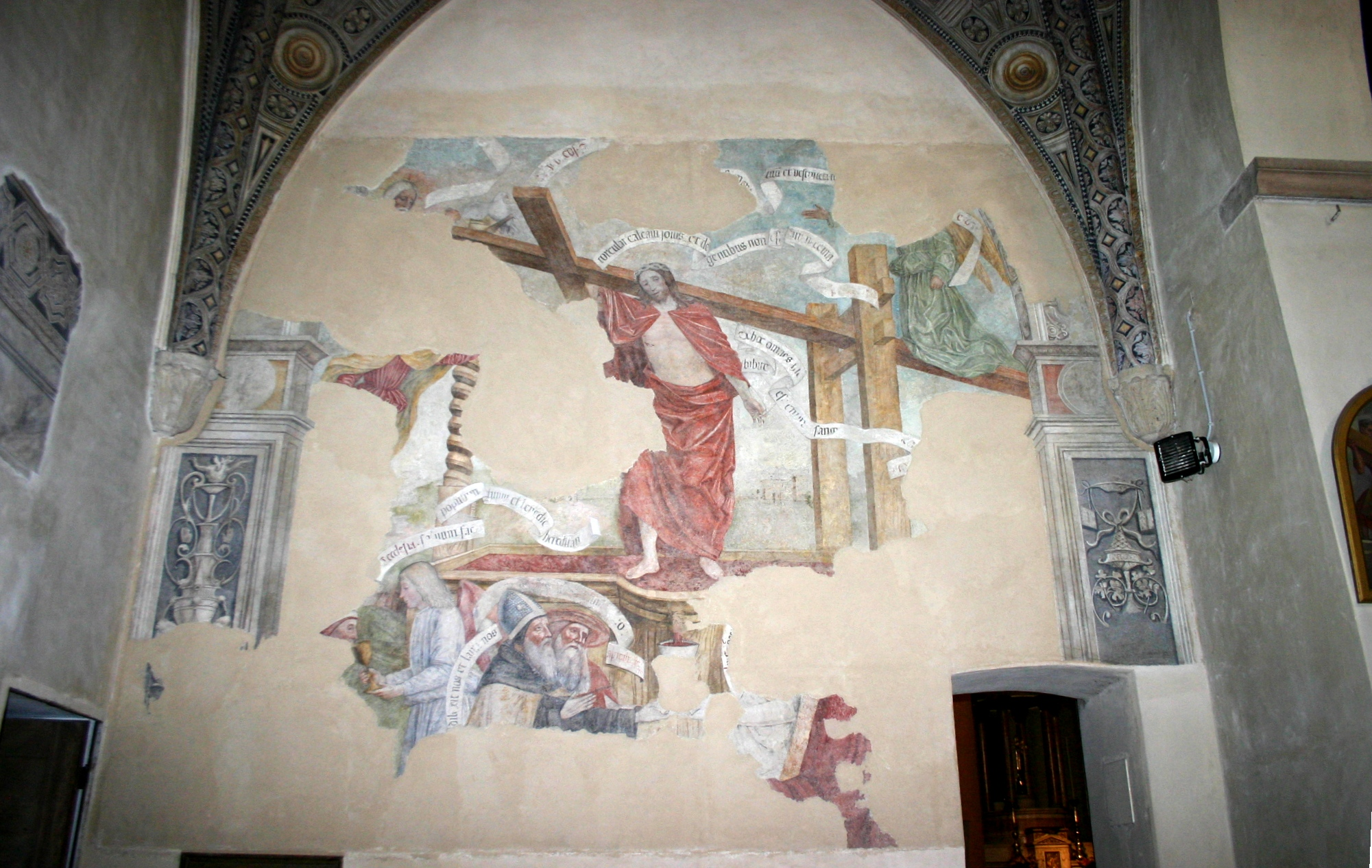
Christus in der Kelter, Fresko, Mailand, S. Maria Immacolata

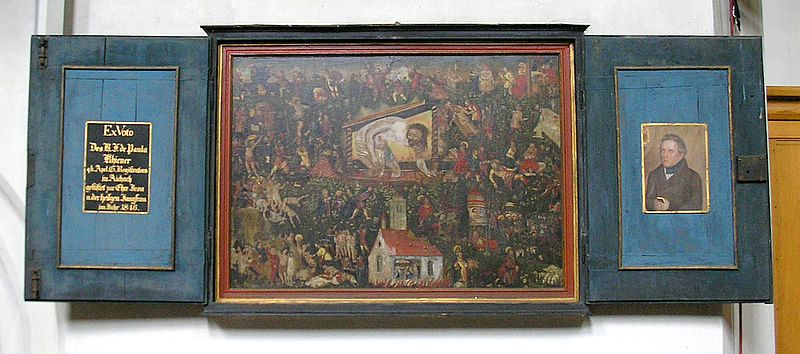
Kirche Oberwittelsbach. Vom Tode der Märtyrer. Christus in der Kelter, 1526

Christus in der Kelter (auch Christus als Keltertreter oder mystische Kelter) ist ein im 12. Jahrhundert aufgekommenes Motiv der christlichen Ikonographie. Dargestellt wird Christus bei der Arbeit in einer Weinkelter, wobei der ausfließende gewonnene Wein als Blut Christi von einem Kelch aufgefangen wird.
Die Darstellung erfolgt in allegorischer Aufnahme biblischer Aussagen wie des Propheten Jesaja:
Ich allein trat die Kelter; von den Völkern war niemand dabei. Da zertrat ich sie voll Zorn, zerstampfte sie in meinem Grimm. Ihr Blut spritzte auf mein Gewand und befleckte meine Kleider. (Jes 63,3 )
Diese alttestamentliche Anspielung wurde christologisch verbunden mit dem eschatologischen Hinweis der Apokalypse:
 Bekleidet war er mit einem blutgetränkten Gewand; und sein Name heißt „Das Wort Gottes“. […] Und er herrscht über sie mit eisernem Zepter, und er tritt die Kelter des Weines, des rächenden Zornes Gottes, des Herrschers über die ganze Schöpfung. (Offb 19,13–15 )
Als weiteres Element spielt der Segen Jakobs über Juda hinein:
Er bindet am Weinstock sein Reittier fest, seinen Esel am Rebstock. Er wäscht in Wein sein Kleid, in Traubenblut sein Gewand. (Gen 49,11 )
Ebenso spielte die Traube von Zyperblumen aus Engedi des Hoheliedes eine Rolle (Hld 1,14 ), die legendäre Traube der Botschafter des gelobten Landes (Num 13,23-24 ) und schließlich die Kelterlieder des Psalters (Ps 8, 80 und 83).
Nach der klassischen allegorischen Bibelauslegung sahen die Kirchenväter im ausgepressten Wein das Blut Christi oder in der gepressten Traube Christus selbst. Infolgedessen entwickelte sich die Vorstellung von Christus sowohl als der Keltertreter, als auch des Getretenen.
Die älteste bildliche Darstellung dieses Themas ist ein Wandbild aus dem frühen 12. Jahrhundert in der Klosterkirche der Kleincomburg bei Schwäbisch Hall.